# Luigi Einaudi

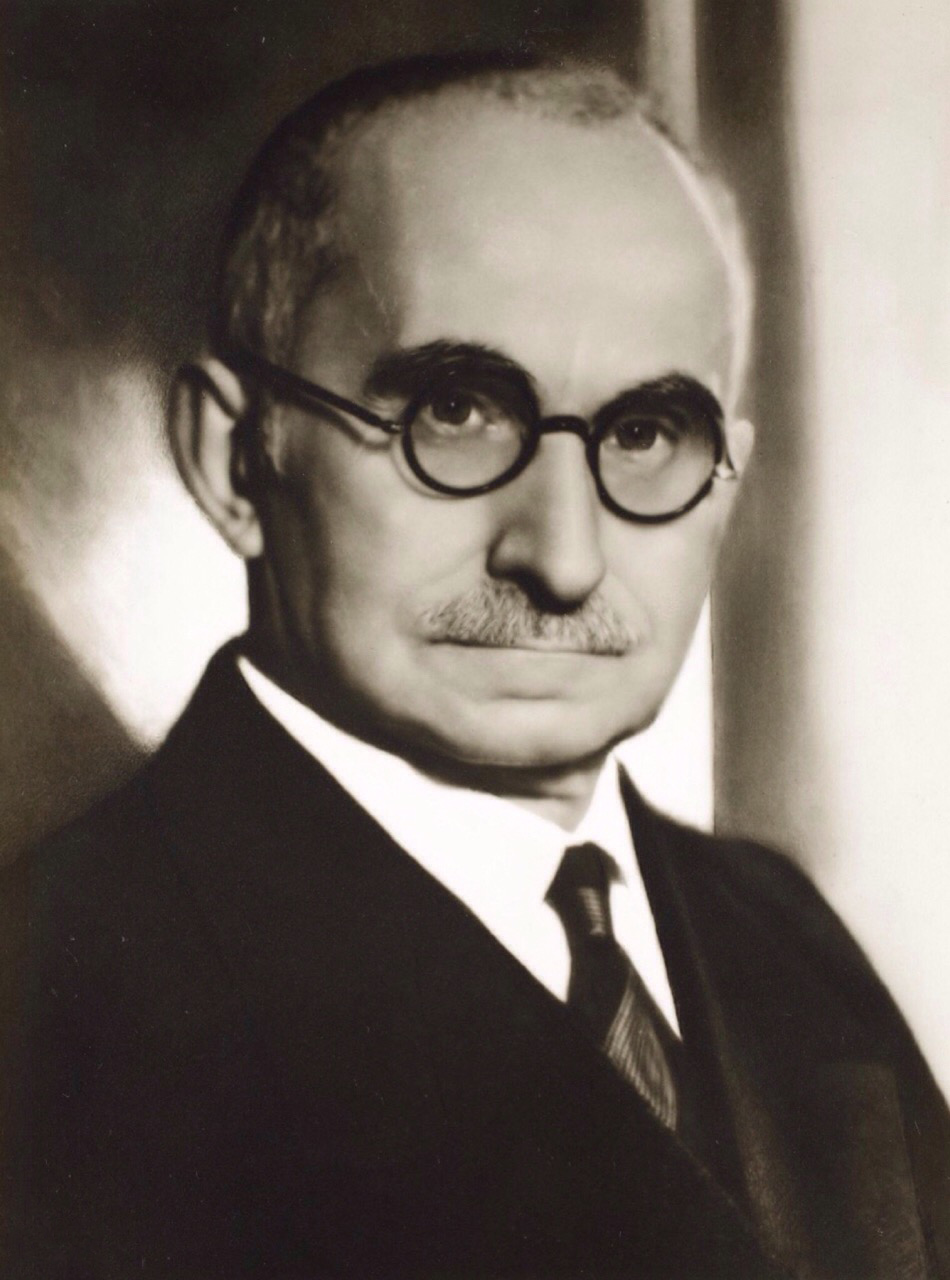
Luigi Einaudi (Dezember 1948)

Luigi Numa Lorenzo Einaudi (* 24. März 1874 in Carrù; † 30. Oktober 1961 in Rom) war ein italienischer Finanzwissenschaftler und von Mai 1948 bis Mai 1955 italienischer Staatspräsident.

## Leben

### Akademischer Werdegang
Einaudi beendete 1895 das Jurastudium an der Universität Turin. Er lehrte von 1903 bis 1949 als Professor für Finanzwissenschaften in Turin und war Lehrbeauftragter am Polytechnikum in Turin sowie der Wirtschaftsuniversität Luigi Bocconi in Mailand. Bis 1926 war er Redakteur bei La Stampa und dem Corriere della Sera sowie Korrespondent der britischen Wochenzeitschrift The Economist. Einaudi war Herausgeber der Zeitschriften La Riforma Sociale (1900–1935) und Rivista di Storia Economica (1936–1943). 1935 wurde er in die American Academy of Arts and Sciences aufgenommen. Seit 1947 war er gewähltes Mitglied der American Philosophical Society. 1954 wurde er zum Ehrenmitglied der British Academy gewählt.

### Politik

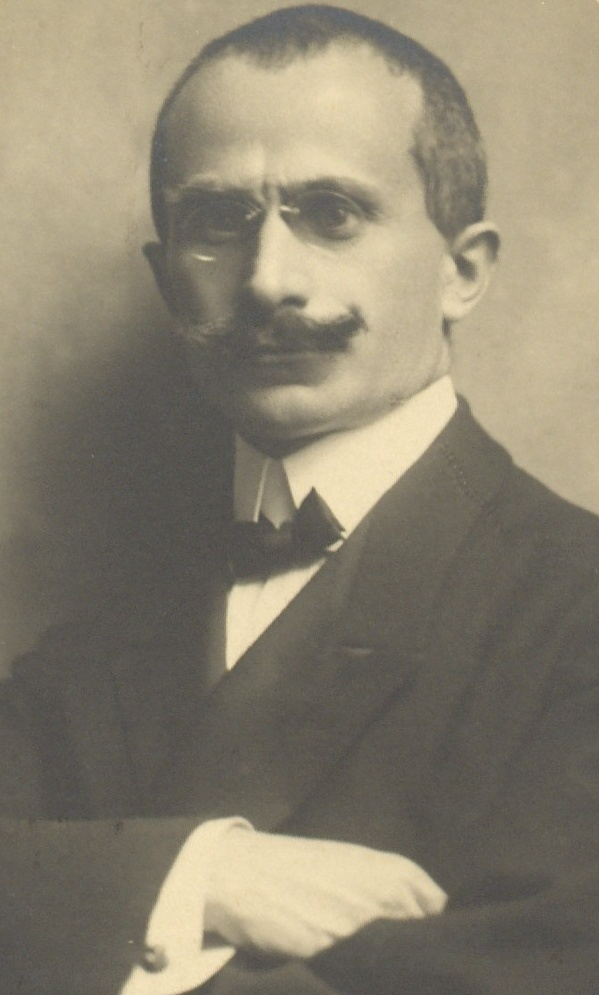
Luigi Einaudi, 1919

1919 wurde er von König Viktor Emanuel III. zum Senatore del Regno ernannt, damals ein Amt auf Lebenszeit. Als Senator setzte er sich für eine liberale Wirtschaftspolitik ein und war ein Gegner des Protektionismus. Als Gegner des Faschismus floh er im September 1943 über den Gebirgspass Fenêtre de Durand in die Schweiz. Er kehrte 1945 nach Italien zurück und war vom 5. Januar 1945 bis zum 11. Mai 1948 Gouverneur der Bank von Italien. Von 1946 bis 1948 war er Abgeordneter der verfassunggebenden Versammlung. Er war stellvertretender Ministerpräsident, kurzzeitig bis zur Aufspaltung des Ministeriums Finanzminister und anschließend Haushaltsminister im Kabinett De Gasperi IV (Juni 1947 bis Mai 1948). Am 11. Mai 1948 wurde er im vierten Wahlgang zum Staatspräsidenten gewählt. Seine Amtszeit endete am 11. Mai 1955; von diesem Tag bis zu seinem Tod war er Senator auf Lebenszeit.
Bereits 1918 hatte Einaudi unter dem Pseudonym Junius für ein föderales Europa plädiert. Nach 1945 befürwortete er die Europäische Politische Gemeinschaft, die im Rahmen des Vertrags über die Europäische Verteidigungsgemeinschaft gegründet werden sollte.
Wirtschaftspolitisch bekämpfte Einaudi von der Notenbank finanzierte Budgetdefizite. Die Sanierung des Staatshaushaltes und die Stabilisierung der Lira gelang ihm auf dem erreichten Inflationsniveau ohne Währungsreform. Ähnlich wie Jacques Rueff, Ludwig Erhard und Reinhard Kamitz konnte er als Professor sein Konzept mit großem Erfolg praktisch anwenden und den Wiederaufbau entschlossen vorantreiben.
Einaudi besaß ein Weingut in Dogliani, das von seiner Familie bis heute betrieben wird und unter anderem Barolo, Langhe und Dolcetto di Dogliani anbaut.

### Familie
Einaudi war mit Gräfin Ida Pellegrini verheiratet. Sie hatten drei Söhne. Giulio Einaudi war Verleger. Roberto wurde Ingenieur und war als Unternehmer in der Stahlbranche tätig. Er führte das väterliche Weingut weiter. Der Komponist und Pianist Ludovico Einaudi ist ein Enkel Luigi Einaudis.

## Auszeichnungen (Auswahl)
- 1953: Sonderstufe des Großkreuzes des Verdienstordens der Bundesrepublik Deutschland
- 1955: Großkreuz des Verdienstordens der Italienischen Republik
- 1956: Orden Pour le Mérite für Wissenschaften und Künste[11]
- In Rom erinnert an Einaudi der Viale Luigi Einaudi (von Viale Enrico de Nicola zur Piazza della Repubblica, rione XVIII Castro Pretorio) in der Nähe des Hauptbahnhofs, dessen Neubau während seiner Amtszeit 1950 eröffnet wurde.

## Werke
Einaudis Publikationsliste umfasst etwa 800 Seiten.